# Конференція ООН зі зміни клімату (2024)
У 11-12 листопада 2024 році відбулася Конференція ООН з питань зміни клімату. Ця конференція, відома також як COP29 (29-та сесія Конференції сторін Рамкової конвенції ООН про зміну клімату), відбудеться у місті Баку, Азербайджан. Мухтар Бабаєв буде головувати на COP29.

## Комітет з питань клімату COP29

### Президент COP29
Азербайджан призначив Мухтара Бабаєва президентом COP29 у березні 2024 року. Мухтар Бабаєв є міністром екології та природних ресурсів Азербайджанської Республіки та колишнім віцепрезидентом з питань екології SOCAR, національної нафтової компанії Азербайджану.

### Зміни в комітеті
Комітет конференції спочатку складався з 28 чоловіків. Після критики, висловленої Крістіаною Фігерес, Виконавчим секретарем Рамкової конвенції ООН про зміну клімату, та іншими, до комісії було додано ще двох чоловіків та одинадцять жінок.

## Передісторія конференцій з питань клімату в Азербайджані
У 2018 році oikos Baku — організація під керівництвом студентів — організувала модель COP23.5, розширену версію моделі ООН для РКЗК ООН для навчання лідерів зі зміни клімату в Азербайджані.
Понад 30 делегатів були присутні та представляли різні країни в процесі обговорення COP23.5.

## Критика
Рішення про проведення COP29 в Азербайджані було розкритиковане правозахисниками та політологами через порушення прав людини в Азербайджані. Майкл Рубін, старший науковий співробітник Американського інституту підприємництва (AEI) і колишній чиновник Пентагону, написав, що перемога Азербайджану в забезпеченні його заявки на проведення COP може призвести до зворотних наслідків: «Ікорна дипломатія та повідомлення PR-компанії можуть вплинути на наївних, невігласів або кого легко купити, але проллється світло також на рантьєрство країни, корупцію та зловживання».
Стефан Печдімалджі, комунікаційний стратег, написав, що «коли учасники відвідають COP29 у Баку, вони також відвідають територію, яку місцеві вчені називають «екологічно найбільш спустошеною територією у світі». Саймон Магакян у статті Time описує Азербайджан як «репресивного петроагресора», чий фальшивий захист навколишнього середовища «висміює екзистенціальну кризу, з якою ми стикаємося як вид» і «підриває довіру до того, що ймовірно найважливіша справа у світі». За даними Управління міжнародної торгівлі уряду США, у 2022 році видобуток нафти й газу становить половину ВВП Азербайджану та 92,5% доходів від експорту.
Мер Парижа Анн Ідальго оголосила, що не візьме участь у COP29 у Баку, посилаючись на причетність уряду Азербайджану до етнічної чистки вірмен у спірному регіоні Нагірного Карабаху у вересні 2023 року.

## Сприйняття та ідеї
Напередодні зустрічі COP29 міністри Співдружності закликали до колективних дій щодо океанів і зосередження на управлінні ними.